# Andrea Carlo Ferrari

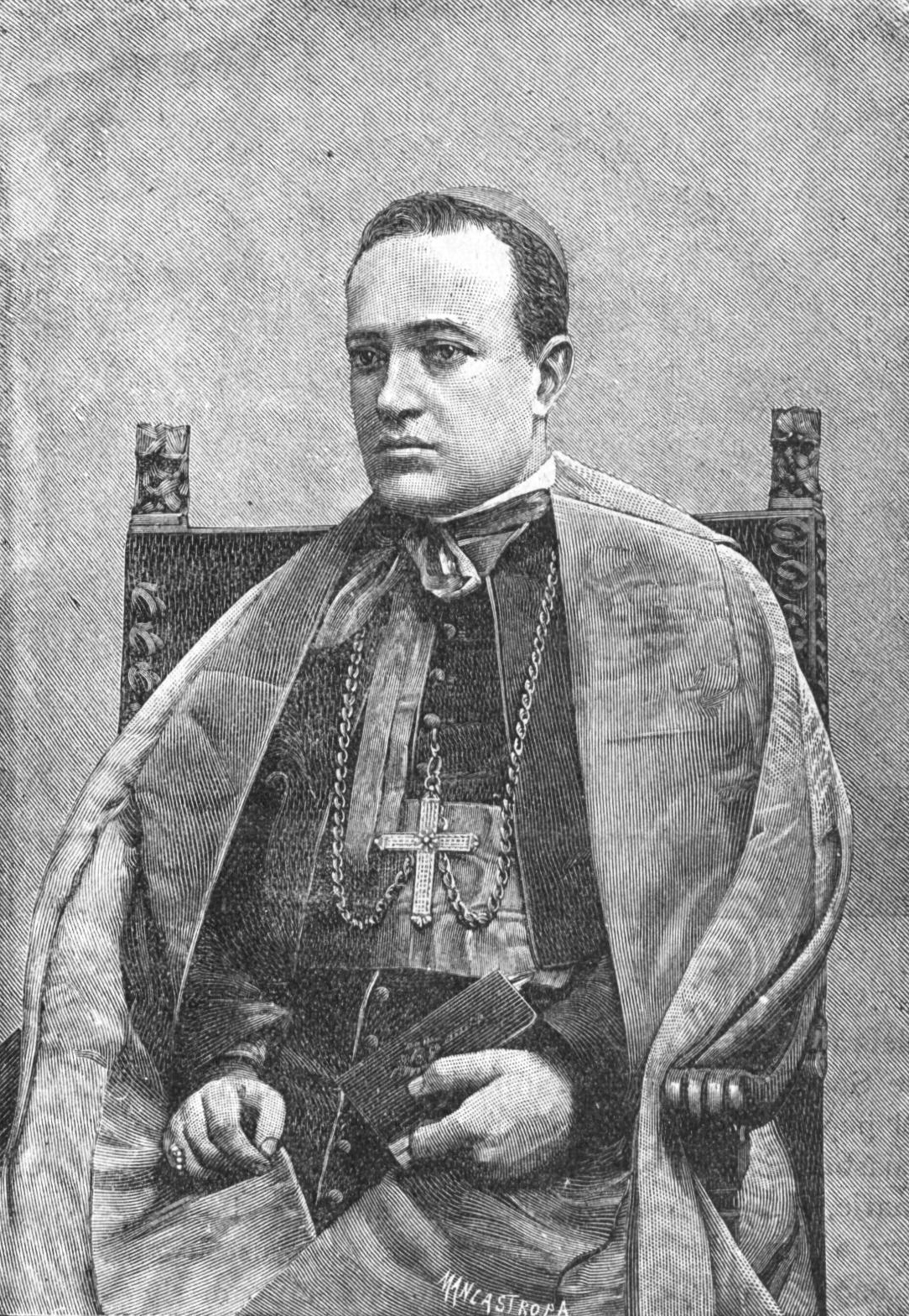
Andrea Kardinal Ferrari (vor 1912)

Kardinalswappen

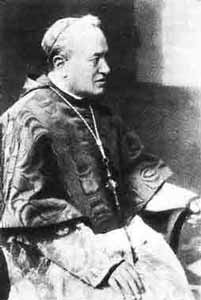
Kardinal Ferrari (um 1920)

Andrea Carlo Kardinal Ferrari (* 13. August 1850 in Lalatta di Palanzano, Herzogtum Parma; † 2. Februar 1921 in Mailand) war Bischof von Como, dann Erzbischof von Mailand. Er wurde 1987 seliggesprochen.

## Leben und Wirken

### Bis zur Bischofsernennung
Andrea Carlo Ferrari wurde als erstes von vier Kindern eines Schusters geboren und wuchs in bescheidenen Verhältnissen auf. Im Jahr 1869 begann er am Priesterseminar von Parma das Studium der Katholischen Theologie und empfing am 13. Dezember 1873 das Sakrament der Priesterweihe für das Bistum Parma. Anschließend wirkte er ab 1874 als Seelsorger in Parma und Fornovo di Taro. 1875 wurde er als Subregens, und ab 1877 Regens des Priesterseminars, wo er ab 1878 auch als Professor für Dogmatik wirkte. 1882 folgte seine Promotion zum Doktor der Theologie. 1883 wurde er Professor für Moraltheologie am Priesterseminar sowie Professor an der Theologischen Fakultät Parma.

### Bischofsernennung bis Erster Weltkrieg
Am 23. Juni 1890 ernannte ihn Papst Leo XIII. zum Bischof von Guastalla. Die Bischofsweihe empfing er am 29. Juni 1890 durch Lucido Maria Kardinal Parocchi in Rom; Mitkonsekratoren waren Erzbischof Vicenzo Leone Sallua und Bischof Giovanni Maria Majoli. Bereits 1891 verließ er die Diözese und wurde am 1. Juni dieses Jahres zum Bischof von Como ernannt. Am 18. Mai 1894 wurde er in das Kardinalskollegium aufgenommen. Drei Tage später wurde er zum Erzbischof von Mailand ernannt und erhielt als Kardinalpriester die Titelkirche Sant’Anastasia verliehen. Er nahm 1903 und 1914 am Konklave teil. Anlässlich seiner Ernennung zum Erzbischof von Mailand nahm Kardinal Ferrari den Namen Carlo als Zweitnamen an, in Verehrung für den heiligen Karl Borromäus, der im 16. Jahrhundert ebenfalls Erzbischof von Mailand war. Wie sein Vorgänger Luigi Nazari di Calabiana betrieb auch Ferrari eine kompromissbereite Politik, was ihm von konservativer Seite Kritik einbrachte. Auch bei der Ausbildung der Seminaristen führte er Neuerungen ein und gründete ab 1896 neue Hochschulen, unter anderem in Monza und in Seregno. 1898 kam es, angeheizt durch die Presse, in Mailand zu einem Aufstand. Leo XIII. verteidigte Ferrari, und er konnte seine Tätigkeiten wieder aufnehmen. Trotzdem war er innerhalb des Mailänder Klerus isoliertBeleg fehlt!, blieb seiner Linie jedoch treu.

#### Konflikte um den Modernismus
Obwohl er Misstrauen gegenüber Papst Pius X. hegte, insbesondere gegen dessen antimodernistische Politik, vertrat er nach der Veröffentlichung der Enzyklika Pascendi dominici gregis 1907 die päpstliche Linie. Schon 1905 wurde Ferrari vorgeworfen, modernistische Tendenzen zu vertreten, weswegen es zu einer Visitation durch Kurienbischof Luigi Canali kam. Dieser Vorgang wiederholte sich 1911, wobei Ferrari wegen seines Gebrauchs der englischen Sprache eine scharfe Ermahnung erhielt. Von der in Breganze erscheinenden Zeitung La Riscossa werde Ferrari seit Wochen „planmäßig und standhaft wegen seiner Nachsicht für den Modernismus angegriffen und unbarmherzig zerzaust“, schrieb der Rom-Korrespondent der Kölnischen Zeitung im März 1911. „Die Hetze gegen Kardinal Ferrari begann gegen Ende Januar, als ein Mailänder Priester sich geweigert hatte, den Antimodernisteneid abzulegen. Die Riscossa bezeichnete damals ohne weiteres das unter Ferraris Aufsicht stehende Mailänder Priesterseminar als eine Pflanzschule des Modernismus, gab an, dass dort dem päpstlichen Verbot zum Trotz das Lesen von Tageszeitungen, insbesondere der katholischen Unione, geduldet werde, und wiederholte nach einer literarischen Abwehr des Angegriffenen nicht nur seine Ausfälle, sondern brüstete sich auch noch damit, dass der Papst selber diesen Feldzug gegen den Erzbischof gutheiße und ausdrücklich wünsche.“

### Erster Weltkrieg bis 1921
Nach Ausbruch des Ersten Weltkriegs 1914 veröffentlichte Kardinal Ferrari zwei Hirtenbriefe, in denen er den Krieg scharf verurteilte. Er richtete zwei Lazarette für Kriegsflüchtlinge ein und gründete im Februar 1918 die weibliche Jugend der Katholischen Aktion, die mit der Erlaubnis Benedikts XV. in ganz Italien tätig war. Nach dem Krieg unterstützte er karitative Organisationen, insbesondere die Casa del Popolo (später Opera Card. Ferrari) und die Università Cattolica del Sacro Cuore. Letztere wurde Ende 1920 von Benedikt XV. kanonisch eingerichtet.

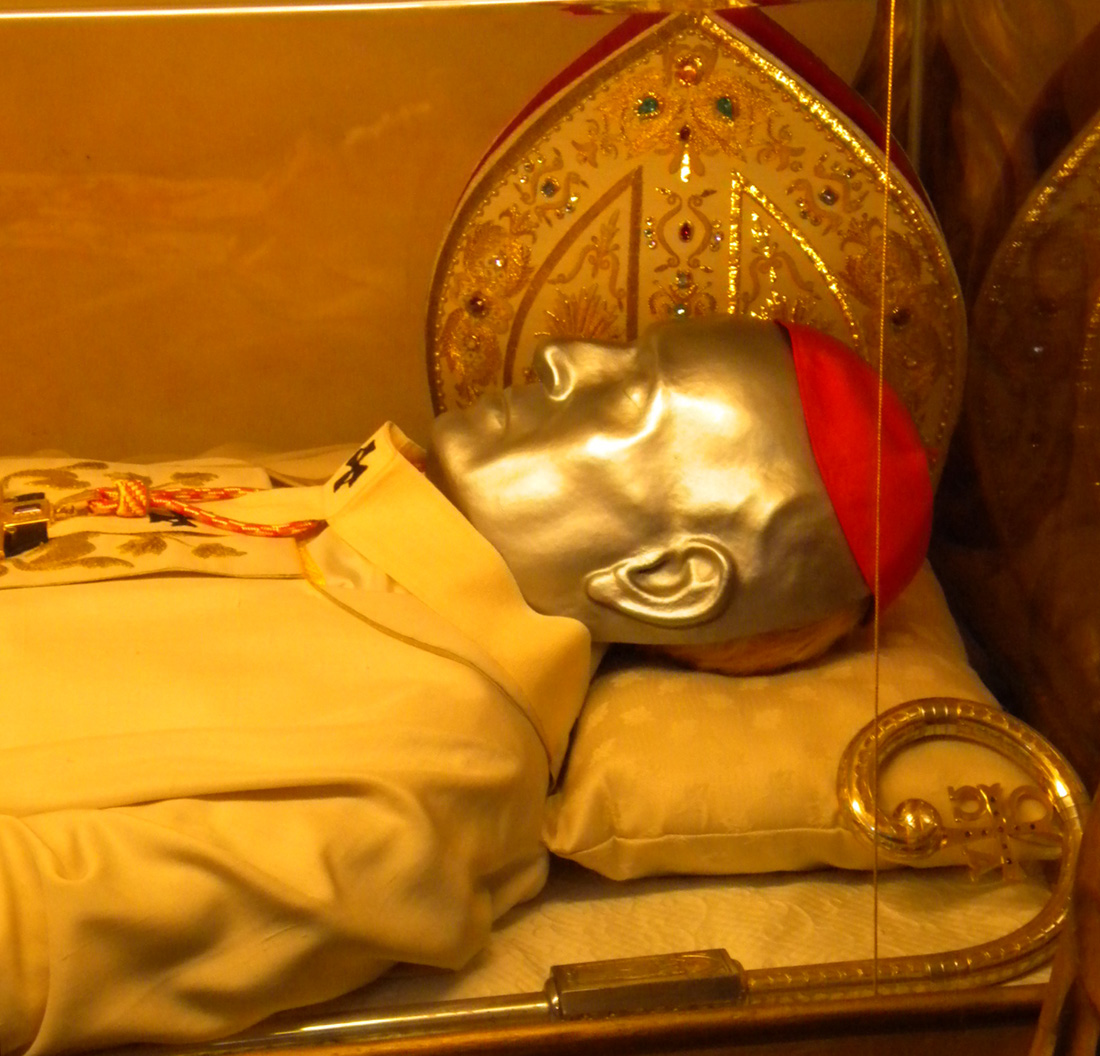
Grab Kardinal Ferraris im Mailänder Dom

### Tod
Kardinal Ferrari starb am 2. Februar 1921 an einem inoperablen Halstumor, an dem er seit 1918 litt. Er wurde in der Kapelle Virgo Potens in der Kathedrale von Mailand beigesetzt.

### Sonstiges
Andrea Carlo Ferrari war Großkreuzritter des Ritterordens vom Heiligen Grab zu Jerusalem.

## Seligsprechung
Der diözesane Seligsprechungsprozess wurde 1951 von Alfredo Ildefonso Kardinal Schuster eingeleitet. 1976 erkannte ihm Papst Paul VI. den heroischen Tugendgrad zu. Am 10. Mai 1987 wurde er durch Papst Johannes Paul II. seliggesprochen.